# Kádár Lehel
Borosjenői Kádár Lehel (Temesvár, 1884. január 18. – Budapest, Erzsébetváros, 1935. április 8.) újságíró, író, szerkesztő.

## Életútja
Kádár Lajos és Méhoffer Antónia fia. A temesvári piarista és a szászvárosi református gimnáziumba járt, ezután pedig Budapesten végezte a jogot. 1903-tól foglalkozott írással. 1909-től a Pesti Hírlap, később a Budapesti Hírlap, az első világháború alatt Az Est, 1919 őszétől a délutáni Új Nemzedék munkatársa volt. A Tanácsköztársaság bukását követően a fajvédő jobboldali politika egyik leghírhedtebb képviselőjének bizonyult. 1921. május 15. és szeptember 30. között szerkesztette a Nemzeti Újságot. 1921 és 1924 között a Szózat, 1930 és 1932 a Reggeli Újság szerkesztője volt, 1934-ben a Magyarságnál publikált. Regényei és novellái is megjelentek. Utolsó éveiben az Izraelita Szentegylet szeretetházában kezeltette magát.
Betűjelei: K.L. (Új Idők 1916); r. l. (Új Nemzedék 1915-); rl. (Élet 1916)

## Családja
Első házastársa Börcsök Margit Ida (1895–?) volt, akit 1912. május 16-án Budapesten vett nőül. Felesége halála után, elvette annak húgát, Börcsök Irma Rózát (1897–1984).
Gyermekei
- dr. Kádár Miklós
- Kádár Jolán
- Kádár Ilona, férjezett Hegedűs Gáborné

## Művei
- Kései leány (Budapest, 1917)
- Három galamb (regény, Budapest, 1918)
- A bagdadi vasút (regény, Budapest, 1918)
- A máriás tallér (regény, Budapest, 1920)